# Conjunto etnográfico de Teijóis

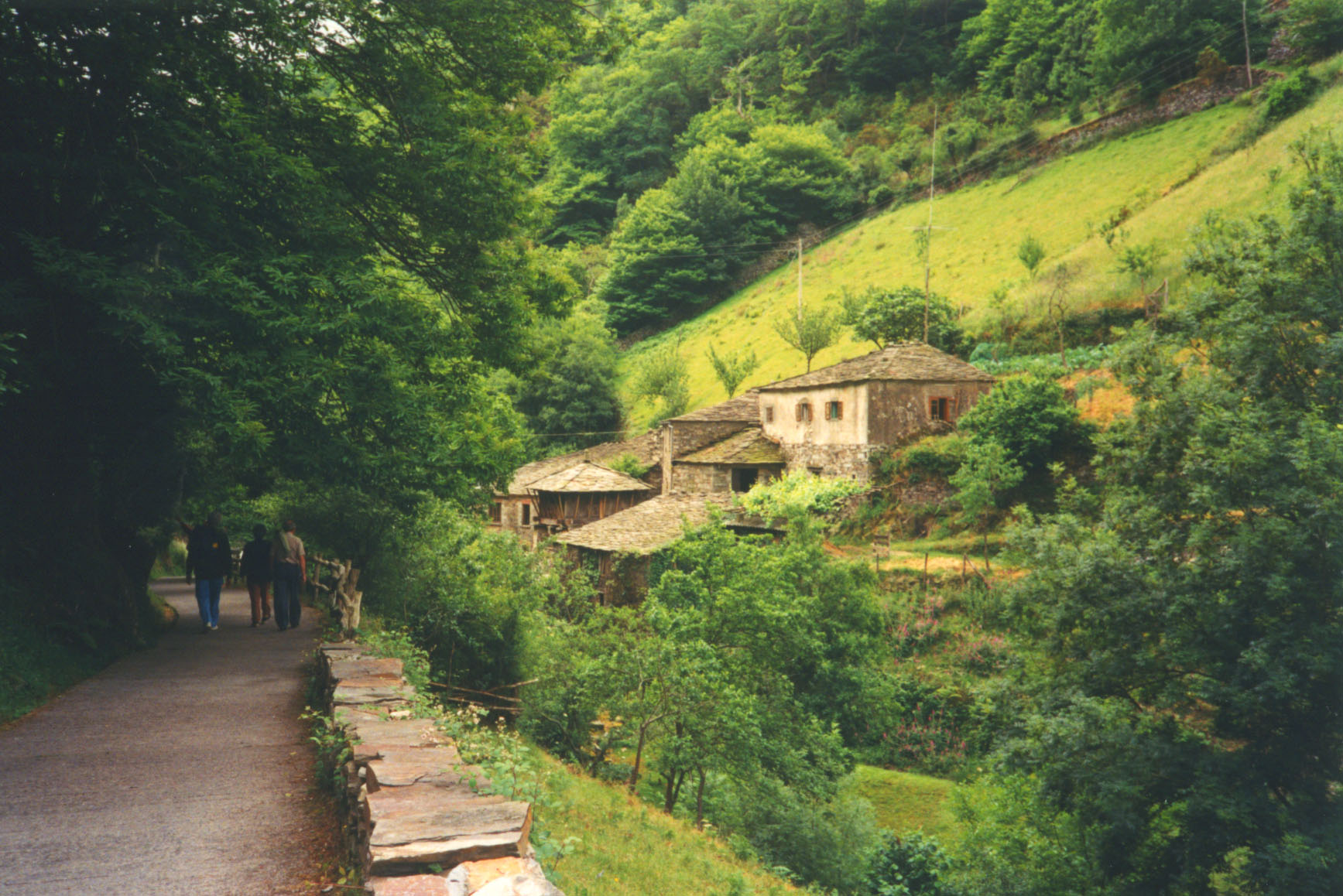
Paisaje de Teijóis.

Teijóis (oficialmente en eonaviego, Os Teixóis) es un conjunto etnográfico en Asturias (España), que fue abierto al público en 1980. Teijóis es un caserío que se encuentra a 4 km de la villa de Taramundi, hacia el sureste. En este enclave se encuentra un importante conjunto de ingenios hidráulicos en muy buen estado de conservación y funcionamiento, protegido y bien cuidado por las instituciones responsables. El visitante puede ver todas estas máquinas en funcionamiento al mismo tiempo que recibe las explicaciones técnicas e históricas pertinentes que los responsables y cuidadores del conjunto les ofrecen.

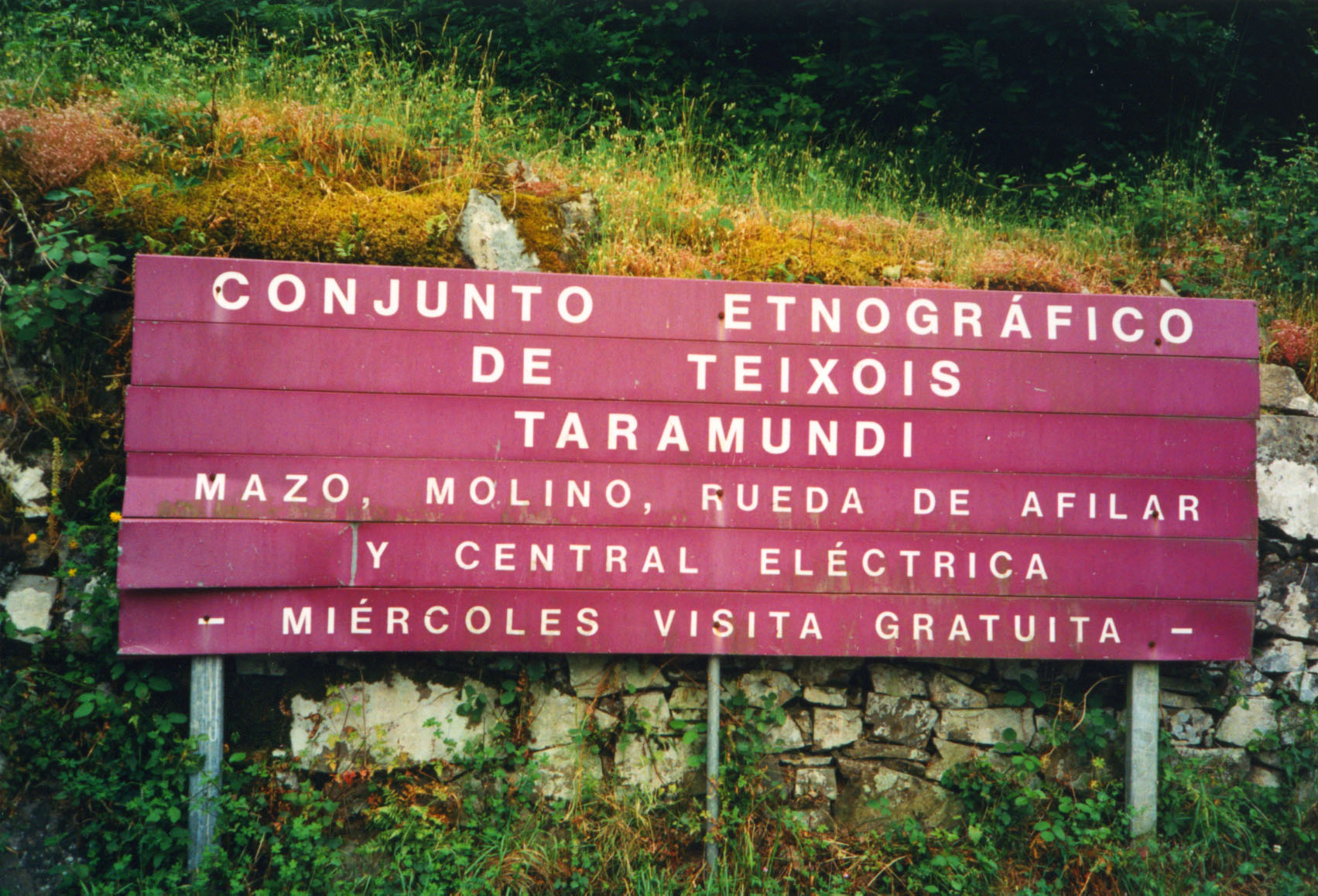
Entrada al Conjunto etnográfico de Teijóis

El entorno geográfico está constituido por un paisaje de montes, riachuelos (el arroyo llamado Las Mestas es el que impulsa las máquinas del conjunto), desniveles, senderos y caminos rurales, con la vegetación y verdor propios de toda esta zona.

## Conjunto etnográfico

### Mazo
En este caso, el nombre de mazo lo recibe tanto la máquina que se utiliza para batir el hierro como el pequeño edificio donde se encuentra. En general todos los mazos así como las ferrerías tuvieron una gran importancia durante los siglos XVIII y XIX en el occidente de Asturias. Se sabe muy poco sobre las primeras instalaciones y no hay documentación, pero se cree que estuvieron relacionados con las ferrerías del País Vasco pues se han encontrado documentos de instalaciones posteriores en que se habla de propietarios oriundos de Vizcaya. Además hay que considerar las palabras en eusquera incluidas en el lenguaje propio de estas actividades. Por otra parte en los concejos de Taramundi y Vegadeo y la comarca de Los Oscos se encuentran afincados apellidos vascos como Legazpi y Azcárate. La tradición oral de los más ancianos de esta zona de Asturias aseguran que los primeros mazos fueron instalados por vizcaínos.

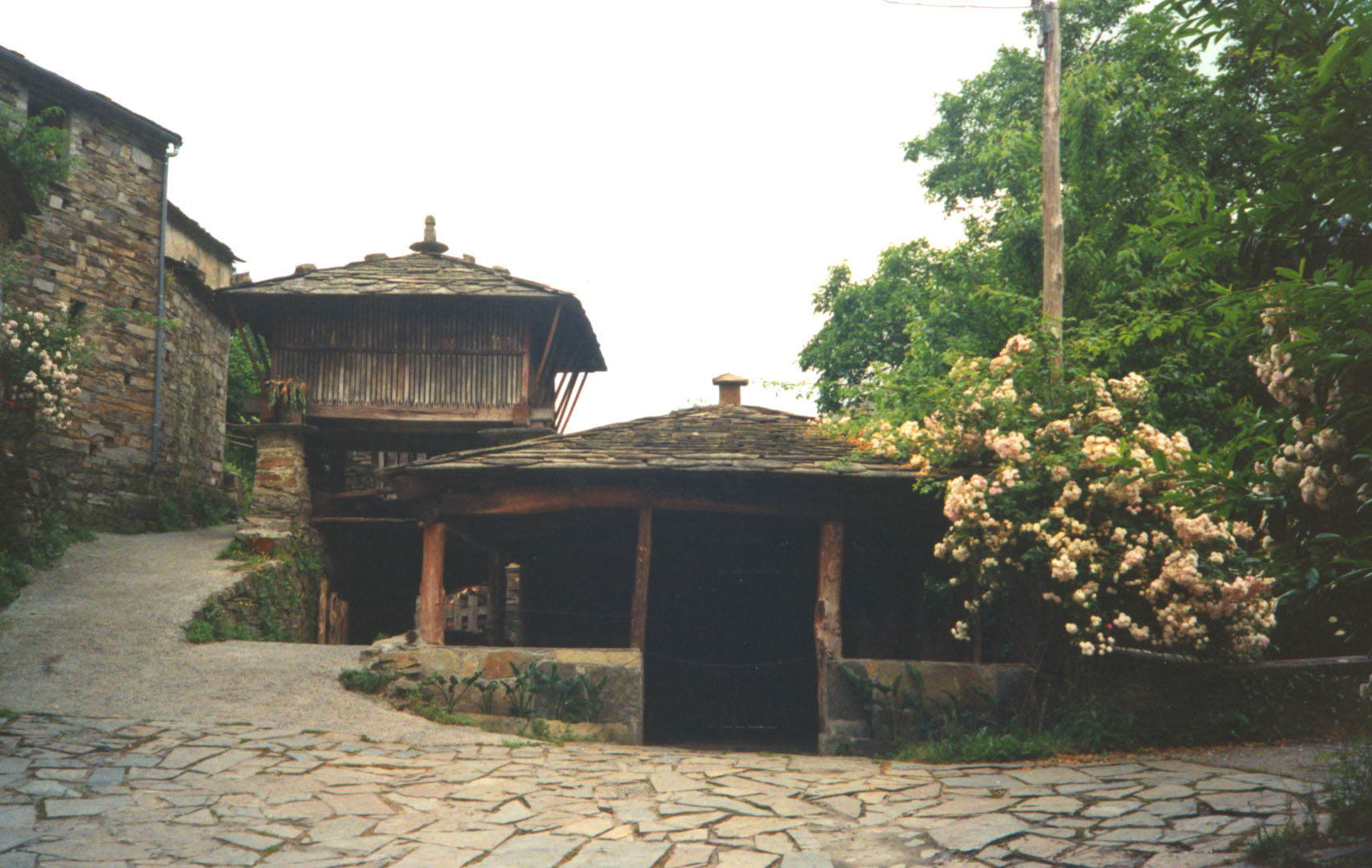
Conjunto etnográfico de Teijóis.

Este mazo de Teijóis aparece documentado en el siglo XVIII, en un archivo aparecido en el Castro del Marqués de la Ensenada, donde puede leerse: "… en la 17, que es término de este dicho concejo (Taramundi) hay 6 mazos de espalmar hierro […] mazo de los Teixois, sito en el lugar y sitio de este nombre…". En él se estiraba el hierro para hacer herramientas para trabajos del campo y otros utensilios de uso común en las casas, como braseros, sartenes, bricas para fabricar el pan, etc.

### Molino
Es una construcción rectangular con cubierta a dos aguas, hecha de mampostería y pizarra. Consta de dos espacios indispensables: el infierno o nivel hidráulico en la parte de abajo y la sala de la molienda en el piso de arriba. El molino de Teixois era de varios propietarios, siguiendo el sistema llamado de quendas o kalendas, es decir que cada propietario podía hacer uso de él en función de la mayor o menor propiedad que tuviera.

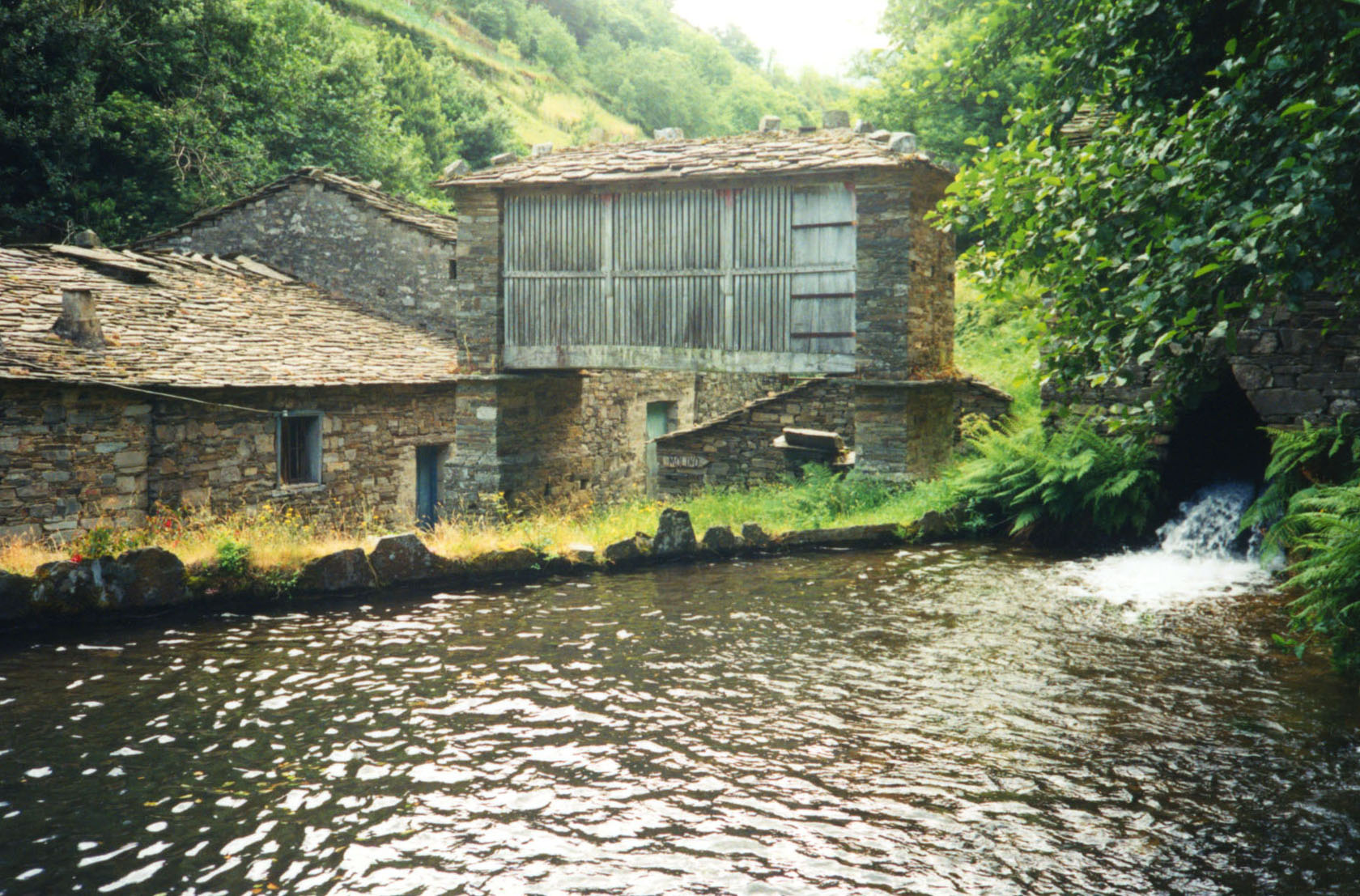
La presa

A lo largo del todo el paisaje asturiano pueden verse aun las ruinas o semi ruinas de gran cantidad de molinos como éste. La base de la economía durante siglos fue el cultivo de cereales cuya molienda tenía lugar en estas máquinas hidráulicas.

### Rueda de afilar

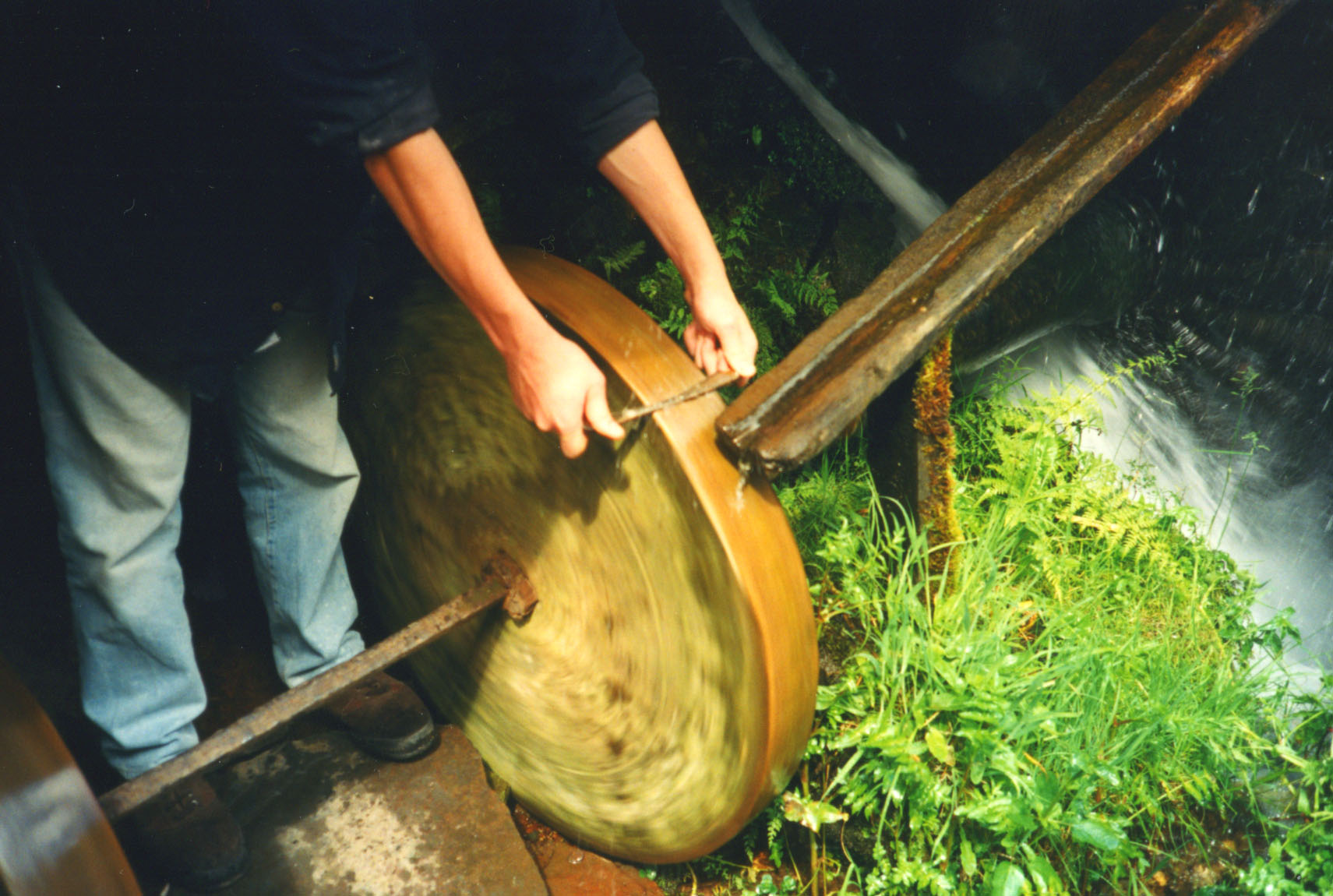
Piedra de afilar

Es la máquina que servía para afilar toda clase de herramientas de trabajo. Se encuentra en un cobertizo que está junto a la alberca o estanque. Para su funcionamiento se aprovechaba el mismo arroyo de Las Mestas. Supuso un avance en la tecnología al sustituir a la manual, más antigua.

### Batán

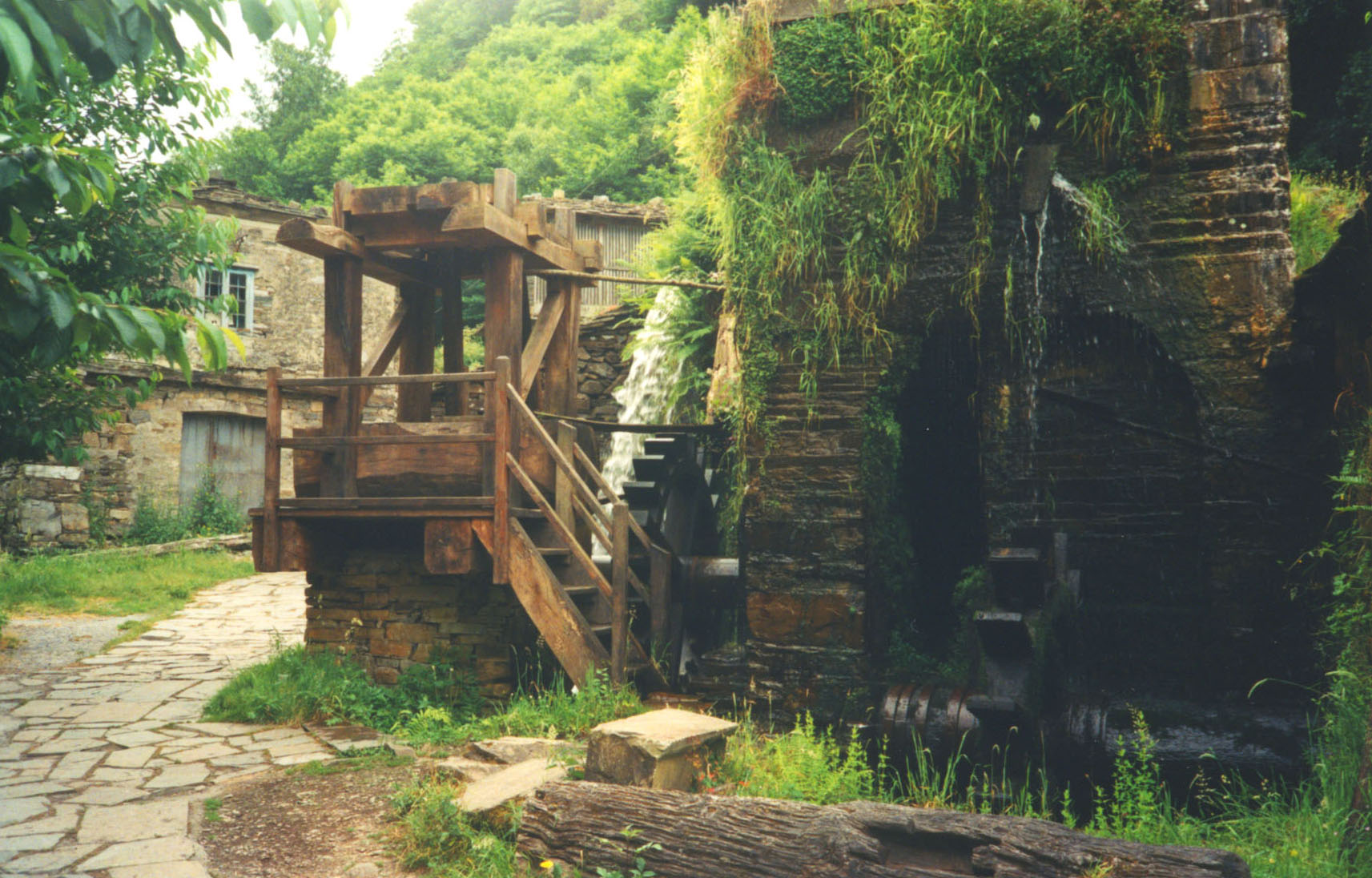
El batán

También llamado pisa o pisón. Es una máquina de madera cuyo funcionamiento se hace gracias a la energía hidráulica. Los batanes están situados siempre cerca de los ríos. Servían para producir el golpeteo de las telas con la fuerza de unos mazos o porros. Un batán tiene las siguientes dependencias:
- Sistema hidráulico, formado por un canal de madera por donde discurre el agua y una rueda que mide 2 m de diámetro y que lleva unas 16 palas que las mueve el impulso del agua. Con su movimiento arrastran el árbol o eje donde van intercaladas
- Armazón o estructura, sustentado por cuatro pies derechos, debidamente clavados en la tierra, y un bastidor superior del que cuelgan los mazos de madera que vienen a pesar de 70 a 80 kg.
- Recipiente o imina, donde tiene lugar el abatanado de los paños que se depositan en el interior. En este recipiente circula el agua necesaria para la refrigeración de las telas que de otra manera podrían estropearse a causa del calentamiento.El batán

Historia del batán

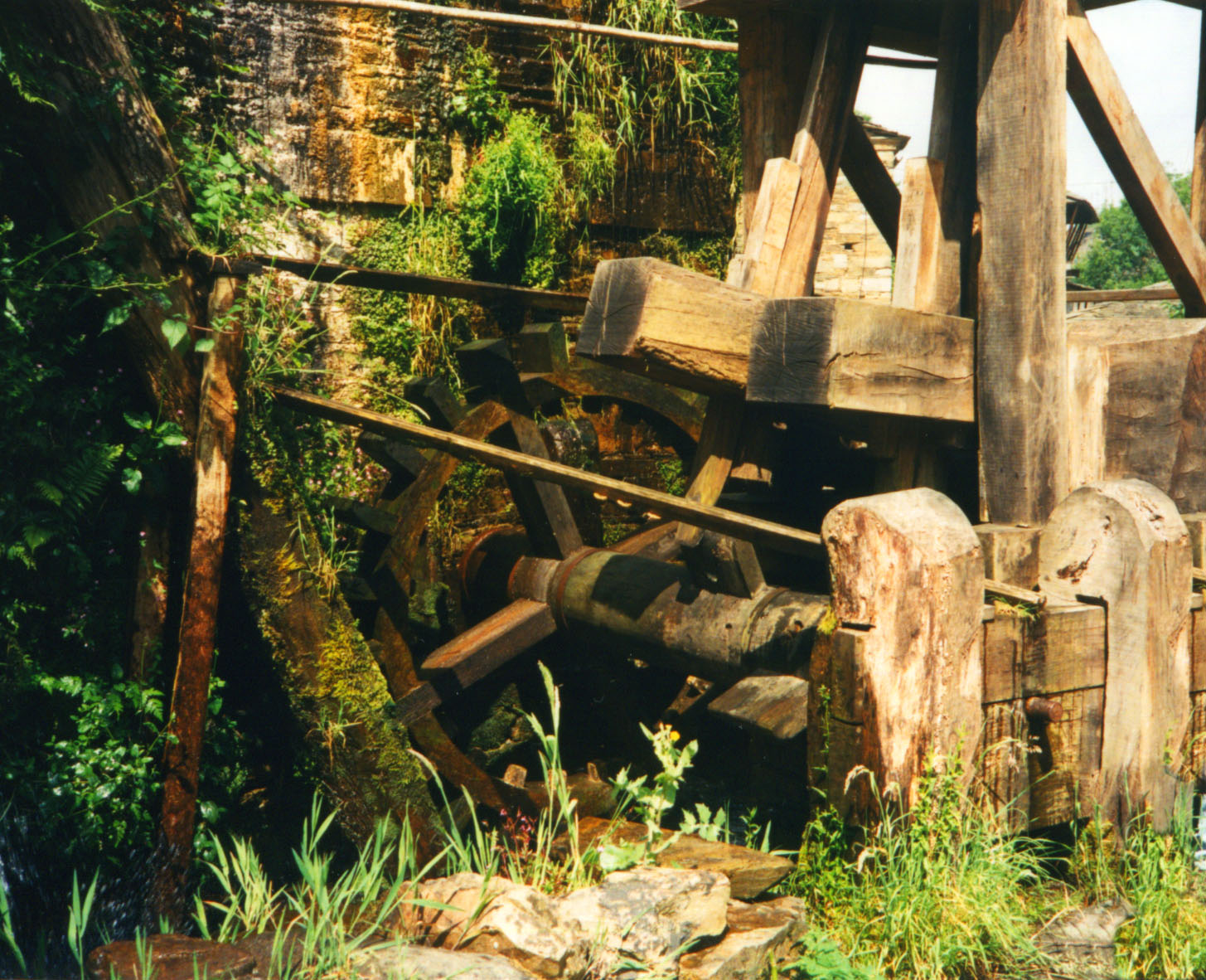
El batán

Los batanes empezaron a utilizarse en España desde el siglo XII. En el siglo XVIII, en Asturias había cerca de 200 batanes funcionando, según datos extraídos del catastro del Marqués de la Ensenada. Todavía en el siglo XIX se seguían abatanando los paños para conseguir las telas conocidas como sayal y estameña que se usaban para la confección las prendas de uso de los campesinos asturianos: chaquetas, chalecos, sayas, capas, monteras, sombreros, etc. En los siglos XX y XXI se sigue fabricando la estameña, aunque con otros métodos y por la zona de Cabrales se hace uso de este tejido para confeccionar los escarpines o carpines, que son una especie de calcetines gruesos que se ponen en los pies antes de calzar las madreñas y que combaten muy bien el frío y la humedad.